# Руднев, Константин Николаевич
Константин Николаевич Руднев (09 (22) июня 1911, Тула — 13 августа 1980, Москва) — советский государственный деятель, видный организатор советской космонавтики, ракетно-космической и оборонной промышленности. Брат Героя Социалистического Труда Н. Н. Руднева
Депутат Верховного Совета СССР 6—10 созывов. Член ЦК КПСС (1961—1980). Герой Социалистического Труда (1961). Лауреат Премии Совета Министров СССР.

## Биография
Константин Руднев родился 9 (22) июня 1911 года в Туле в семье учителей. Окончил тульскую школу № 6.
В 1935 году окончил Тульский механический институт.
В 1935—1941 годах работал конструктором, начальником отдела конструкторского бюро ЦКБ-14, главным инженером на Тульском оружейном заводе.
- 1941—1943 — главный инженер завода № 314, г. Медногорск Чкаловской (ныне Оренбургской) области (Тульский оружейный завод в эвакуации)
- 1943—1947 — директор завода № 314, г. Медногорск (ныне «Уралэлектро»)
- 1947—1950 — директор НИИ стрелково-пушечного вооружения авиации (с 1948 — НИИ-61) Министерства вооружения СССР, Кунцево Московской области (с 1950 — в Климовске Московской области)
- 1950 — начальник 5-го Главного управления, член коллегии Министерства вооружения СССР
- 1950—1952 — директор НИИ № 88 Министерства вооружения СССР, Подлипки, ныне в черте города Королёв Московской области
- 1952—1953 — заместитель министра вооружения СССР.
- 1953—1957 — заместитель министра оборонной промышленности СССР
- 1957—1958 — заместитель Председателя Госкомитета по оборонной технике
- 1958—1961 — Председатель Госкомитета Совмина СССР по оборонной технике — Министр СССР
- 1961—1965 — заместитель Председателя Совета Министров СССР, председатель Государственного Комитета Совета министров СССР по координации научно-исследовательских работ.
- С октября 1965 года министр приборостроения, средств автоматизации и систем управления СССР (Минприбор).

Работая в 1930-х годах в Центральном конструкторском бюро (ЦКБ) Тульского оружейного завода, занимался созданием автомата синхронной стрельбы авиационного пулемета через винт работающего пропеллера, за что получил свою первую награду — медаль «За трудовую доблесть».
В 1935—1937 годах руководил группой конструкторов, которая разрабатывала новую систему — спарку пулемётов ШКАС, получившую индекс МСШ. Цикл автоматики МСШ включал в себя два выстрела. Это позволило получить скорострельность спарки до 6000 выстрелов в минуту. Однако дальнейшие работы по МСШ были прекращены, так как малый калибр 7,62 мм уже не удовлетворял военных.
Участвовал в работах по созданию первых искусственных спутников Земли. Входил в состав Государственной комиссии, руководившей подготовкой Первого и Второго искусственных спутников Земли (1957).
Был председателем Государственной комиссии во время первого полёта человека в космос (Ю. А. Гагарин, 12 апреля 1961 года). За выдающиеся заслуги в создании образцов ракетной техники и обеспечение успешного полета советского человека в космическое пространство К. Н. Руднев был удостоен звания Героя Социалистического Труда (указ от 17 июня 1961 года не публиковался).
Умер 13 августа 1980 года; похоронен на Новодевичьем кладбище в Москве (участок 9).

Могила К. Н. Руднева на Новодевичьем кладбище Москвы

Семья
Жена — Ирина Владимировна Руднева.

## Интересные факты
- Руднев был председателем госкомиссии по запуску корабля «Восток» с человеком на борту. На следующий день после выполнения первого в мире полёта человека в космос Ю. А. Гагарин подарил Рудневу номер газеты «Правда» от 13 апреля 1961 года с сообщением ТАСС о полёте с надписью: «Руководителю от исполнителя. Гагарин»[8].
- В разговоре с Гагариным после его приземления Руднев пошутил: «Да мы ведь с тобой земляки. Ты окончил Оренбургское лётное училище, а я в Оренбургской области в войну работал»[8].

## Награды
- Герой Социалистического Труда (17.06.1961) — «За выдающиеся заслуги в создании образцов ракетной техники и обеспечение успешного полёта человека в космическое пространство»[9].
- шесть орденов Ленина (1944, 1956, 1957, 1961, 1966, 1971)
- орден Октябрьской Революции (1976)
- орден Отечественной войны 2-й степени (1945)
- два ордена Трудового Красного Знамени (1942, 1949)
- медаль «За трудовую доблесть» (1939)
- медаль «За доблестный труд. В ознаменование 100-летия со дня рождения Владимира Ильича Ленина» (1970)
- медаль «За оборону Москвы» (1946)[10]
- медаль «За победу над Германией в Великой Отечественной войне 1941—1945 гг.» (1946)
- медаль «Двадцать лет Победы в Великой Отечественной войне 1941—1945 гг.» (1965)
- медаль «Тридцать лет Победы в Великой Отечественной войне 1941—1945 гг.» (1975)
- медаль «60 лет Вооружённых Сил СССР» (1978)
- Премия Совета Министров СССР (посмертно) — за создание и внедрение отраслевой автоматизированной системы управления Минприбором

## Память
- Гранитная звезда с портретом К. Н. Руднева установлена 1 октября 2018 года на Аллее героев в центре города Медногорска Оренбургской области[11].
- Длительное время с момента своего основания в 1968 г. и вплоть до ликвидации в 2004 г. имя К. Н. Руднева носил завод управляющих вычислительных машин (УВМ) в г. Орёл.